# Nora Dobarro Bodé
Nora Dobarro Bodé (30 de enero de 1942) es una artista argentina. Nació en la Ciudad de Buenos Aires.

## Distinciones
- Primer Premio de Pintura Joven (Sociedad Hebraica Argentina, 1974)
- Medalla de oro de la Universidad de Belgrano (Premio de la Bienal de Arquitectura MANLIBA, 1989)
- Mención Especial del Jurado del Premio Hoechst (FABA, 1990)
- Integrante de la I Muestra Konex de Artes Visuales (1992).
- Premio Konex - Diploma al Mérito (1992)